# Giuseppe Enrie
Giuseppe Enrie, né à Ceresole Alba près de Coni, le 9 novembre 1886 et mort en 1961 à Turin, était un photographe professionnel connu pour avoir pris, en 1931, les seconds clichés officiels du suaire de Turin après ceux pris en 1898 par Secondo Pia.

## Biographie

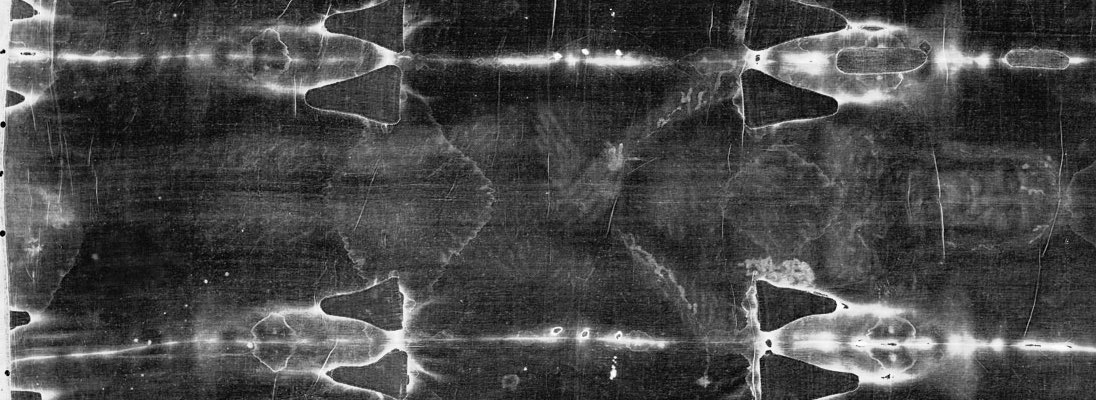
Enrie, 1931.

Le chevalier Giuseppe Enrie est retenu pour tirer les clichés du suaire de Turin lors de l'ostension de 1931. Il aura en effet la chance de pouvoir prendre des photographies du suaire sans sa vitre de protection. Il fera les premières prises dans la soirée du 3 mai 1931. La première plaque d'essai sera développée au sein même de la cathédrale de Turin dans une chambre noire improvisée dans la sacristie en présence de Secondo Pia, de Paul Vignon et l'expert du suaire de Turin, le salésien, don Antonio Tonelli. Enrie présente la plaque-test au cardinal Maurilio Fossati avant de se remettre au travail. Six autres plaques seront tirées cette même nuit. D'autres clichés furent pris le 21 (trois plaques) et le 22 mai 1931 (trois plaques). Les planches suivantes furent alors développées dans le laboratoire de Giuseppe Enrie de la rue Garibaldi à Turin,. Ces nouveaux clichés furent une « confirmation péremptoire de la première photographie de Pia ». Enrie, comme Pia l'avait fait 33 années auparavant, explique que l'image du suaire s'apparente à un négatif photographique puisque l'image figurant sur les plaques négatives obtenues offrent toutes les caractéristiques d'un positif. Par leur résolution, les clichés d'Enrié sont de loin supérieurs à ceux pris par Secondo Pia si bien, qu'aujourd'hui encore, ils sont utilisés à des fins d'études. Il faudra attendre 1969 pour que d'autres photographies officielles du suaire soient prises.

## Publications
- Giuseppe Enrie, La santa sindone rivelata della fotografia, SEI,Torino, 1933.